# Shera Danese
Shera Danese, nata Sherry Lynn Kaminski (Hartsdale, 9 ottobre 1949) è un'attrice statunitense.

## Biografia
Di origine materna italoamericana, cresce a Stockton, nel New Jersey, in una comunità italiana con la madre e il nonno fabbro Vincenzo Danese, di Teramo, e la nonna Giovina, di Chieti, che le trasmettono l'amore per lo stile di vita italiano tale da indurla, dopo aver vinto nel 1970 il concorso di bellezza Miss Pennsylvania World ed in procinto di proporsi come attrice, ad assumere legalmente il cognome Danese nel 1974.
Shera Danese ha ricoperto il ruolo della prostituta Vicky nel film del 1983 Risky Business - Fuori i vecchi... i figli ballano, con Tom Cruise e Rebecca De Mornay come protagonisti.
Le sue apparizioni in televisione includono episodi in Cuore e batticuore, Serpico, Baretta, Tre cuori in affitto, Kojak, In casa Lawrence, Starsky and Hutch, Charlie's Angels e Cold Case.
Ha la particolarità di aver sostenuto la parte della vittima o di un sospettato in più episodi della serie televisiva Colombo rispetto a qualsiasi altro attore, interpretando un personaggio principale.

### Vita privata
Danese conobbe Peter Falk sul set di Mikey e Nicky, un film americano di gangster del 1976 tra i cui interpreti vi era anche John Cassavetes. Nel dicembre del 1977 Danese sposò Falk, la coppia rimase unita per quasi 34 anni, sino alla scomparsa dell'attore, avvenuta il 23 giugno 2011.

## Filmografia

### Cinema
- New York, New York, regia di Martin Scorsese (1977)
- Fame, regia di Marc Daniels (1978)
- Risky Business - Fuori i vecchi... i figli ballano (Risky Business), regia di Paul Brickman (1983)
- The Ladies Club, regia di Janet Greek (1986)
- Baby Boom, regia di Charles Shyer (1987)
- Bolle magiche (Unbecoming Age), regia di Alfredo Ringel, Deborah Ringel (1992)
- Enemies of Laughter, regia di Joey Travolta (2000)
- John Q, regia di Nick Cassavetes (2002)
- American Party (Who's Your Daddy?), regia di Andy Fickman (2004)
- Checking Out, regia di Jeff Hare (2005)
- Alpha Dog, regia di Nick Cassavetes (2006)

### Televisione
- Lotta per la vita (Medical Story) – serie TV, 1 episodio (1975)
- Colombo (Columbo) – serie TV, 6 episodi (1976-1997)
- Giorno per giorno (One Day at a Time) – serie TV, 1 episodio (1976)
- Having Babies – film TV (1976)
- Serpico – serie TV, 2 episodi (1976-1977)
- Baretta – serie TV, 1 episodio (1977)
- Tre cuori in affitto (Three's Company) – serie TV, 2 episodi (1976-1977)
- Kojak – serie TV, 1 episodio (1977)
- Starsky & Hutch – serie TV, 2 episodi (1977-1978)
- Charlie's Angels – serie TV, episodio 3x16 (1979)
- In casa Lawrence (Family) – serie TV, 2 episodi (1978-1979)
- Cuore e batticuore (Hart to Hart) – serie TV, 1 episodio (1979)
- The Love Tapes – film TV (1980)
- Million Dollar Infield – film TV (1982)
- Your Place... or Mine – film TV (1983)
- L'asso dei detective (Ace Crawford, Private Eye) – serie TV, 5 episodi (1983)
- Cianuro a colazione (Sparkling Cyanide) – film TV (1983)
- Suzanne Pleshette Is Maggie Briggs – serie TV, 2 episodi (1984)
- Brothers – serie TV, 1 episodio (1984)
- Voci nella notte (Midnight Caller) – serie TV, 1 episodio (1989)
- Mulberry Street – film TV (1990)
- Cold Case - Delitti irrisolti (Cold Case) – serie TV, 1 episodio (2010)

## Doppiatrici italiane
Nelle versioni in italiano dei suoi lavori, Shera Danese è stata doppiata da:
- Fabrizia Castagnoli in Cold Case - Delitti irrisolti